# Инженерно-строительный институт
Инженерно-строительный институт — структурное подразделение высшего учебного заведения, основанное в 1907 году, осуществляющее подготовку и переподготовку инженерно-технических кадров в системе Министерства образования и науки Российской Федерации, в качестве обособленного учебного подразделения входит в состав Санкт-Петербургского политехнического университета Петра Великого.

## История
25 октября 1907 года было открыто инженерно-строительное отделение при Санкт-Петербургском политехническом институте и уже в конце года был начал учебный процесс. После Октябрьской революции в 1918 году работа Политехнического института и инженерно-строительного отделения была ограничена, а в период Гражданской войны приостановлена.
В 1934 институт получил своё второе рождение когда распоряжением Всесоюзного комитета по делам высшей школы при СНК СССР при объединённом Ленинградском индустриальном институте был создан Гидротехнический факультет, для подготовки инженерно-технических специалистов востребованных в строительстве энергетических отраслей промышленности в СССР, в частности гидроэлектростанций. С 1945 по 1951 год Гидротехнический факультет носил наименование — Инженерно-строительный, с 1951 года факультет вновь носил наименование Гидротехнический.
Основными учебными курсами факультета были такие направления как: механика грунтов, строительные конструкции и гидравлика. Профессорско-преподавательским составом Гидротехнического факультета проводились научные исследования по обоснованию таких проектов как: переброска части стока северных и сибирских рек в Аральское море, комплекс защитных сооружений для защиты города Ленинграда от наводнений. В период с 1934 по 1990 год на факультете работали такие известные профессора как: О. Г. Дитц, С. С. Галушкевич, Ю. И. Ягн, П. Д. Глебов, И. И. Леви, Б. Д. Качановский, А. А. Сабанеев, А. З. Басевич, В. С. Кнороз, А. В. Белов, А. А. Морозов, В. Е. Ляхницкий, А. Л. Можевитинов, В. А. Флорин.
3 апреля 1990 года Постановлением Совета министров РСФСР Ленинградский политехнический институт был переименован в Ленинградский государственный технический университет, в состав которого вошёл и Гидротехнический факультет. В 1999 году гидротехнический факультет в составе Санкт-Петербургского государственного технического университета был переименован в Инженерно-строительный факультет, основной акцент в образовательной деятельности был смещён с гидротехнического направления на направление обще-строительное. В состав факультета начали входить десять кафедр: энергетические и промышленно-гражданские сооружения, возобновляющиеся источники энергии и гидроэнергетика, технология, организация и экономика гидротехнического строительства, экологические основы природопользования, инженерное обеспечение городского хозяйства, строительство объектов туризма и спорта, морские и воднотранспортные сооружения.
В 2013 году Постановлением Правительства Российской Федерации и приказом ректора Санкт-Петербургского политехнического университета Петра Великого на базе Инженерно-строительного факультета был создан Инженерно-строительный институт. В учебную структуру института начали входить четыре Высшие школы: техносферной безопасности, дизайна и архитектуры, промышленно-гражданского и дорожного строительства, гидротехнического и энергетического строительства.
Выпускники института и в прошлом факультета, принимали участие в проектировании или строительстве практически всех гидроэлектростанций построенных в СССР и сегодняшней Российской Федерации, очень многие выпускники выпускники участвовали в проектировании и строительстве ГЭС в таких странах как: Египет, Сирия, Турция и Вьетнам.

## Структура
Основной источник:

### Высшие школы
- Высшая школа промышленно-гражданского и дорожного строительства
  - Лаборатория строительной механики и теории упругости
  - Научно-исследовательская лаборатория «Фасадные конструкции зданий и сооружений»
  - Учебная лаборатория «Обследование зданий и сооружений» и общестроительных технологий
- Высшая школа гидротехнического и энергетического строительства
  - Научно-исследовательская лаборатория «Промышленная экология»
  - Научно-исследовательская лаборатория «Технологии очистки промышленных и поверхностных сточных вод»
  - Гидравлическая лаборатория
  - Учебная лаборатория «Механика грунтов»
  - Учебная лаборатория инженерной экологии и мониторинга
  - Учебно-методическая хозрасчетная лаборатория по переработке твердых бытовых отходов
- Высшая школа техносферной безопасности
  - Кафедра Пожарная безопасность
  - Лаборатория безопасности жизнедеятельности и техносферной безопасности
- Высшая школа дизайна и архитектуры
  - Лаборатория дизайна

## Руководство
- 2011—2018 — д.т. н., профессор Н. И. Ватин
- и. о. 2018—2019 — д.э.н., профессор В. В. Глухов
- и. о. с 2019 — д.т. н., профессор Г. Л. Козинец

## Известные преподаватели
- Филимонов, Николай Александрович
- Флорин, Виктор Анатольевич
- Ляхницкий, Валериан Евгеньевич
- Дитц, Отто Германович
- Можевитинов, Александр Леонидович
- Ягн, Юлий Иванович
- Голушкевич, Сергей Сергеевич
- Морозов, Александр Александрович
- Басевич, Аким Захарович
- Белов, Александр Васильевич
- Глебов, Петр Дмитриевич
- Качановский, Борис Дмитриевич
- Кнороз, Владимир Стефанович
- Леви, Иван Иванович
- Сабанеев Аркадий Аркадьевич
- Чугаев, Роман Романович